# Fairchild FC-2
Fairchild FC-1 và các loại máy bay bắt nguồn từ nó, là một dòng máy bay thông dụng cánh cao hạng nhẹ, có một động cơ được sản xuất tại Hoa Kỳ trong thập niên 1920 và 1930. Do hãng Fairchild chế tạo.

## Biến thể

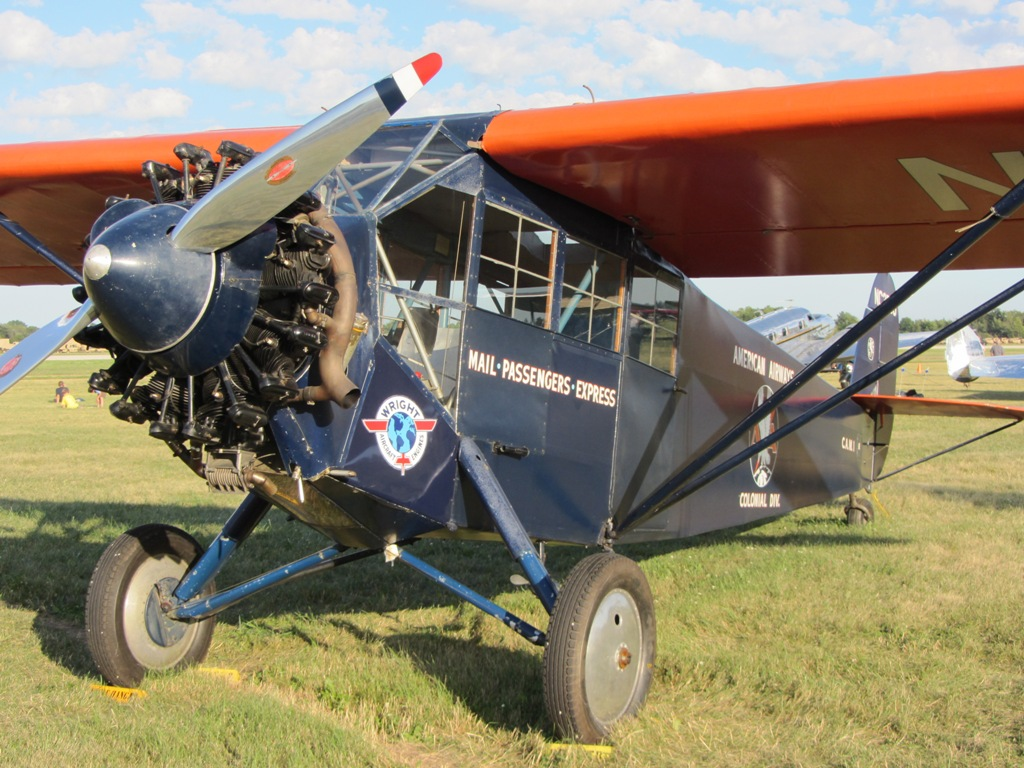
Fairchild FC-2W

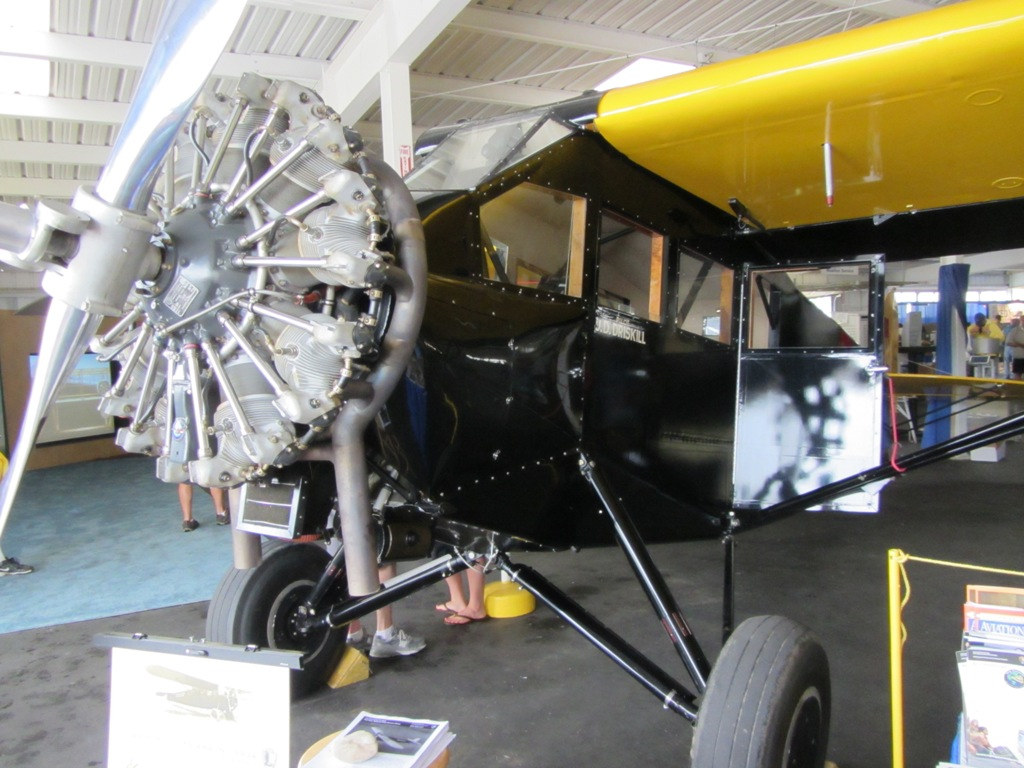
N13934 trưng bày năm 2011. Thuộc NACA, NASA

- FC-1
  - FC-1A
- FC-2
  - FC-2C (cho "Challenger")
  - FC-2L (cho "Lynx")
  - FC-2W (cho "Wasp")
    - FC-2W2
      - UC-96
      - Model 61

  - Model 51
  - XJQ-1 (sau là RQ-2)

## Quốc gia sử dụng
Canada
- Không quân Hoàng gia Canada

 Chile
Línea Aeropostal Santiago-Arica (LAN Chile)
 Hoa Kỳ
- American Airlines
- Pan American Airways
- NACA
- NASA

## Tính năng kỹ chiến thuật (FC-2)
Đặc điểm tổng quát
- Kíp lái: 1
- Sức chứa: 4 hành khách "hoặc" 820 lb (372 kg) hàng hóa
- Chiều dài: 31 ft 0 in (9.45 m)
- Sải cánh: 44 ft 0 in (13.41 m)
- Chiều cao: 9 ft 0 in (2.74 m)
- Diện tích cánh: 290 ft2 (26.9 m2)
- Trọng lượng rỗng: 2,160 lb (980 kg)
- Trọng lượng có tải: 3,600 lb (1,633 kg)
- Động cơ: 1 × Wright J-5, 200 hp (149 kW)

Hiệu suất bay
- Vận tốc cực đại: 122 mph (196 km/h)
- Tầm bay: 700 dặm (1,127 km)
- Trần bay: 11,500 ft (3,500 m)
- Vận tốc lên cao: 565 ft/min (2.9 m/s)